# 澳洲基礎建設、運輸、地區發展、通訊和藝術部
基礎建設、運輸、地區發展、通訊和藝術部（英語：Department of Infrastructure, Transport, Regional Development, Communications, and the Arts，簡稱：DITRDCA）是澳洲聯邦政府的部門，負責執行基礎建設、運輸、地區發展、通訊、文化事務和藝術的政策和計劃。

## 外部連結
- 官方网站